# Dawson és a haverok
A Dawson és a haverok (eredeti cím: Dawson's Creek) egy 1998-as amerikai filmsorozat. Története egy kitalált amerikai kisvárosban, a massachusettsi Capeside-ban (majd később Bostonban) játszódik és négy barát köré épül, akiknek életét a sorozat másodéves gimnazista évüktől huszonéves korukig követi nyomon.

## Történet
Dawson Leery álmodozó fiatal srác, aki leginkább a filmekért (azon belül is Spielberg filmjeiért) rajong. Két legjobb barátja a szomszédban (az öböl túlpartján) lakó, csonka családban élő lány, Joey Potter és a laza és meggondolatlan fiú, Pacey Witter. Szomszédukba és osztályukba érkezik izgalmas kívülállóként Jennifer Lindley, a rossz magaviselete miatt vidéki nagymamájához "száműzött" New York-i lány. Dawson harmonikus világa teljesen felbolydul. Az első négy évad a fiatalok középiskolás éveit mutatja be Capeside-ban, az ötödik és hatodik pedig bostoni egyetemista időszakukról szól.
A sorozat bár Dawson élete köré épül, Joey, Pacey és Jennifer is hozzá hasonló jelentőségű főszereplőnek minősülnek (később csatlakozik hozzájuk a McPhee testvérpár, Jack és Audrey is). Mindegyiküknek kidolgozott személyiségük van és egymással való kapcsolataik összetettek. Kezdetben valóban csak Dawson az összekötő kapocs négyük között: Joey megveti Jen-t és ki nem állhatja Paceyt, Jen lényegében csak Dawsonnal van jóban, míg Pacey a többiek nélkül is igen izgalmas életet él. Az idő múlásával azonban mindegyik kapcsolat elmélyül: szerelmek alakulnak ki a lányok és fiúk között (bár hangsúlyozott szerepet kap a homoszexualitás kérdése is Jack karakterénél), barátságok mélyülnek el és mennek tönkre, akár többször is. A konfliktusoknál azonban a kötelékek erősebbnek bizonyulnak.
A sorozat során mindegyik szereplő jelleme kiforr: rengeteg kudarc és öröm éri őket, szembenéznek családi problémáikkal, túllépnek a személyes konfliktusokon és sérelmeken, de közben nem adják fel önmagukat. A tapasztalataik ellenére alapjában felnőttként is megmaradnak olyannak, amilyenek voltak: Dawson - idealista, Joey - becsületes individualista, Jen - következetes kritikus, Pacey - pozitív életművész.

## Szereplők

### Főszereplők
| Szerep             | Színész             | Magyar hang      |
| ------------------ | ------------------- | ---------------- |
| Dawson Leery       | James Van Der Beek  | Markovics Tamás  |
| Josephine Potter   | Katie Holmes        | Zsigmond Tamara  |
| Jennifer Lindley   | Michelle Williams   | Németh Borbála   |
| Pacey Witter       | Joshua Jackson      | Seszták Szabolcs |
| Jack McPhee        | Kerr Smith          | Seder Gábor      |
| Andrea McPhee      | Meredith Monroe     | Csondor Kata     |
| Mitch Leery        | John Wesley Shipp   | Rosta Sándor     |
| Gail Leery         | Mary-Margaret Humes | Ősi Ildikó       |
| Bessie Potter      | Nina Repeta         | Antal Olga       |
| Evelyn Ryan        | Mary Beth Peil      | Kassai Ilona     |
| Audrey Liddell     | Busy Philipps       | Kéri Kitty       |
| Eddie Doling       | Oliver Hudson       | Kaszás Gergő     |
| Todd Carr          | Hal Ozsan           | Sztarenki Pál    |
| Charlie Todd       | Chad Michael Murray | Láng Balázs      |
| C.J.               | Jensen Ackles       | Moser Károly     |
| Kristy Livingstone | Ali Larter          |                  |

### Mellékszereplők
| Színész             | Szerep                              | Magyar hang   |
| ------------------- | ----------------------------------- | ------------- |
| Jensen Ackles       | C.J. (6. évad)                      | Moser Károly  |
| Sasha Alexander     | Gretchen Witter (4. évad)           |               |
| Mädchen Amick       | Nicole Kennedy (2. évad)            |               |
| Dana Ashbrook       | Rich Rinaldi (6. évad)              |               |
| Eion Bailey         | Billy Conrad (1. évad)              |               |
| Obba Babatunde      | Mr. Green (3. évad)                 |               |
| Jason Behr          | Chris Wolfe (2. évad)               |               |
| Lourdes Benedicto   | Karen Torres (5. évad)              |               |
| Jaime Bergman       | Denise (6. évad)                    |               |
| Nicole Bilderback   | Heather Tracy (6. évad)             |               |
| Ryan Bittle         | Eric (5. évad)                      |               |
| Mika Boorem         | Harley Hetson (6. évad)             |               |
| Jordan Bridges      | Oliver Chirckirk (5. és 6. évad)    |               |
| Hilarie Burton      | önmaga                              |               |
| Adam Carolla        | önmaga (6. évad)                    |               |
| Brittany Daniel     | Eve Whitman (3. évad)               |               |
| Dr. Drew            | önmaga (6. évad)                    |               |
| David Dukes         | Will/Joseph McPhee (2–4. évad)      |               |
| Sherilyn Fenn       | Alex Pearl (5. évad)                |               |
| John Finn           | John Witter (2., 4. és 6. évad)     |               |
| Scott Foley         | Cliff Elliot (1. évad)              |               |
| Megan Gray          | Emma Jones (6. évad)                |               |
| Marla Gibbs         | Mrs. Fran Boyd (1. évad)            |               |
| Andy Griffith       | Mr. Brooks' Friend (4. évad)        |               |
| Paul Gleason        | Studio Producer (6. évad)           |               |
| Tony Hale           | Dr. Bronin (3. évad)                |               |
| Mel Harris          | Helen Lindley (2. évad)             |               |
| Carolyn Hennesy     | Mrs. Valentine (4. évad)            |               |
| Roger Howarth       | Professor Greg Hetson (6. évad)     |               |
| Oliver Hudson       | Eddie Doling (6. évad)              | Kaszás Gergő  |
| Leann Hunley        | Tamara Jacobs (1. és 2. évad)       |               |
| Ian Kahn            | Danny Brecher (5. évad)             |               |
| Bianca Kajlich      | Natasha Kelly (6. évad)             |               |
| Edmund J. Kearney   | Mr. Peterson (1. és 2. évad)        |               |
| Monica Keena        | Abby Morgan (1. és 2. évad)         |               |
| Ali Larter          | Kristy Livingstone (2. évad)        |               |
| Bianca Lawson       | Nikki Green (3. évad)               |               |
| Rachael Leigh Cook  | Devon (2. évad)                     |               |
| Jonathan Lipnicki   | Buzz (3. évad)                      |               |
| Virginia Madsen     | Maddy (6. évad)                     |               |
| Ken Marino          | Professor David Wilder (5. évad)    |               |
| Mark Matkevich      | Drue Valentine (4. évad)            |               |
| Melissa McBride     | Nina (1. évad)                      |               |
| Mercedes McNab      | Grace (5. évad)                     |               |
| David Monahan       | Tobey Barret (4. évad)              |               |
| Jennifer Morrison   | Melanie Shea Thompson (5. évad)     |               |
| Chad Michael Murray | Charlie Todd (5. évad)              | Láng Balázs   |
| Obi Ndefo           | Bodie Wells (1., 3., 4. és 6. évad) |               |
| Dylan Neal          | Doug Witter (1–6. évad)             |               |
| Jack Osbourne       | önmaga (6. évad)                    |               |
| Hal Ozsan           | Todd Carr (5. évad)                 | Sztarenki Pál |
| Michael Pitt        | Henry Parker (3. évad)              |               |
| Harve Presnell      | Arthur "A.I." Brooks (4. évad)      |               |
| Danny Roberts       | Francia cserediák (4. évad)         |               |
| Mimi Rogers         | Helen Lindley (6. évad)             |               |
| Seth Rogen          | Bob (6. évad)                       |               |
| Sarah Shahi         | Sadia Shaw (6. évad)                |               |
| Harry Shearer       | Peskin igazgató (4. évad)           |               |
| Rodney Scott        | Will Krudski (3. évad)              |               |
| Gareth Williams     | Mike Potter (1., 2. és 6. évad)     |               |

## Epizódok
| Évad | Évad | Részek száma | Részek száma | Eredeti sugárzás     | Eredeti sugárzás | Eredeti adó |
| Évad | Évad | Részek száma | Részek száma | Évadbemutató         | Évadzáró         | Eredeti adó |
| ---- | ---- | ------------ | ------------ | -------------------- | ---------------- | ----------- |
|      | 1.   | 13           | 13           | 1998. január 20.     | 1998. május 19.  | The WB      |
|      | 2.   | 22           | 22           | 1998. október 7.     | 1999. május 26.  | The WB      |
|      | 3.   | 23           | 23           | 1999. szeptember 29. | 2000. május 24.  | The WB      |
|      | 4.   | 23           | 23           | 2000. október 4.     | 2001. május 23.  | The WB      |
|      | 5.   | 23           | 23           | 2001. október 10.    | 2002. május 15.  | The WB      |
|      | 6.   | 24           | 24           | 2002. október 2.     | 2003. május 14.  | The WB      |

## Témák
A Dawson és a haverokban központi szerepet kapnak a szereplők közti emberi kapcsolatok, valamint az "élet nagy dolgai" (szerelem, család, halál, célok). A problémáikat és az életről alkotott eltérő képüket a szereplők gyakran filozofikus jellegű párbeszédekben vitatják meg, amit sokan irreálisnak és nevetségesnek tartanak tizenévesek szájából. A sorozat azonban tudatosan teremt kapcsolatot (gyakran idézetekkel) számos filozófiai témájú vagy az amerikai kultúrát alapvetően befolyásoló irodalmi művel és filmmel (pl. Moby Dick, Casablanca, Breakfast Club). Az epizódok címei is általában híres művekre utalnak: Two Gentlemen of Capeside, Great Xpectations, The Longest Day, The Lost Weekend. Az amerikai kánonnal való érintkezés egyben mélyen be is ágyazza a sorozatot az ezredforduló amerikai társadalmába.
Az érzelmek előtérbe kerülése egyesek szemében szentimentálissá teszi a sorozatot, azonban feltehetően ebben rejlett sikere is: tinédzser nézői könnyen azonosultak a szereplők gondolatvilágával, még ha a saját életükhöz képest a szereplők közti kapcsolatrendszer utópisztikusnak tűnik. Ez a nem-amerikai nézőknél egyben egy idealizált USA-képpel is párosul.

## Inspiráció
A tinédzsereket megcélzó sorozat részben önéletrajzi ihletésű: az alkotó Kevin Williamson is egy kisvárosban nőtt fel, és akárcsak a fő karakter Dawsonnak, neki is a legjobb barátja egy "szomszéd lány" volt.

## Soundtrack
- Paula Cole - I don't want to wait
- Sixpence None The Richer - Kiss me.

## Külső hivatkozások
- Hivatalos honlap
- Hivatalos oldal
- Dawson és a haverok a Facebookon
- Dawson és a haverok a PORT.hu-n (magyarul)
- Dawson és a haverok az Internet Movie Database-ben (angolul)
- Dawson és a haverok a Rotten Tomatoeson (angolul)
- Dawson és a haverok a Box Office Mojón (angolul)
- dawsonesahaverok.lap.hu
- g-portal.hu
- Nem hivatalos rajongói oldal